# Liutfrid d'Alsace
Pour les articles homonymes, voir Alsace (homonymie).
Luitfrid d'Alsace, Leodefred, Leudefred ou Leudefrid est né vers 700, peut-être en la villa royale de sa famille à Koenigshoffen et mort vers 767. Il est le troisième et dernier membre de la famille des Etichonides à être duc d'Alsace.

## Sa famille
En tant que fils aîné, Luitfrid succède à son père Adalbert d'Alsace en 722. Il est le petit-fils d’Etichon-Adalric d'Alsace, le neveu de sainte Odile et le frère d’Eugénie d'Alsace.
Adalbert, son père, a construit la résidence royale de Koenigshoffen et les abbayes de Honau et de Saint-Étienne de Strasbourg, mais aussi le monastère de Wissembourg. Ses parents, Adalbert d'Alsace et Gerlinde de Pfalzel sont inhumés dans l’abbaye Saint-Étienne.

## Biographie

### Sa jeunesse

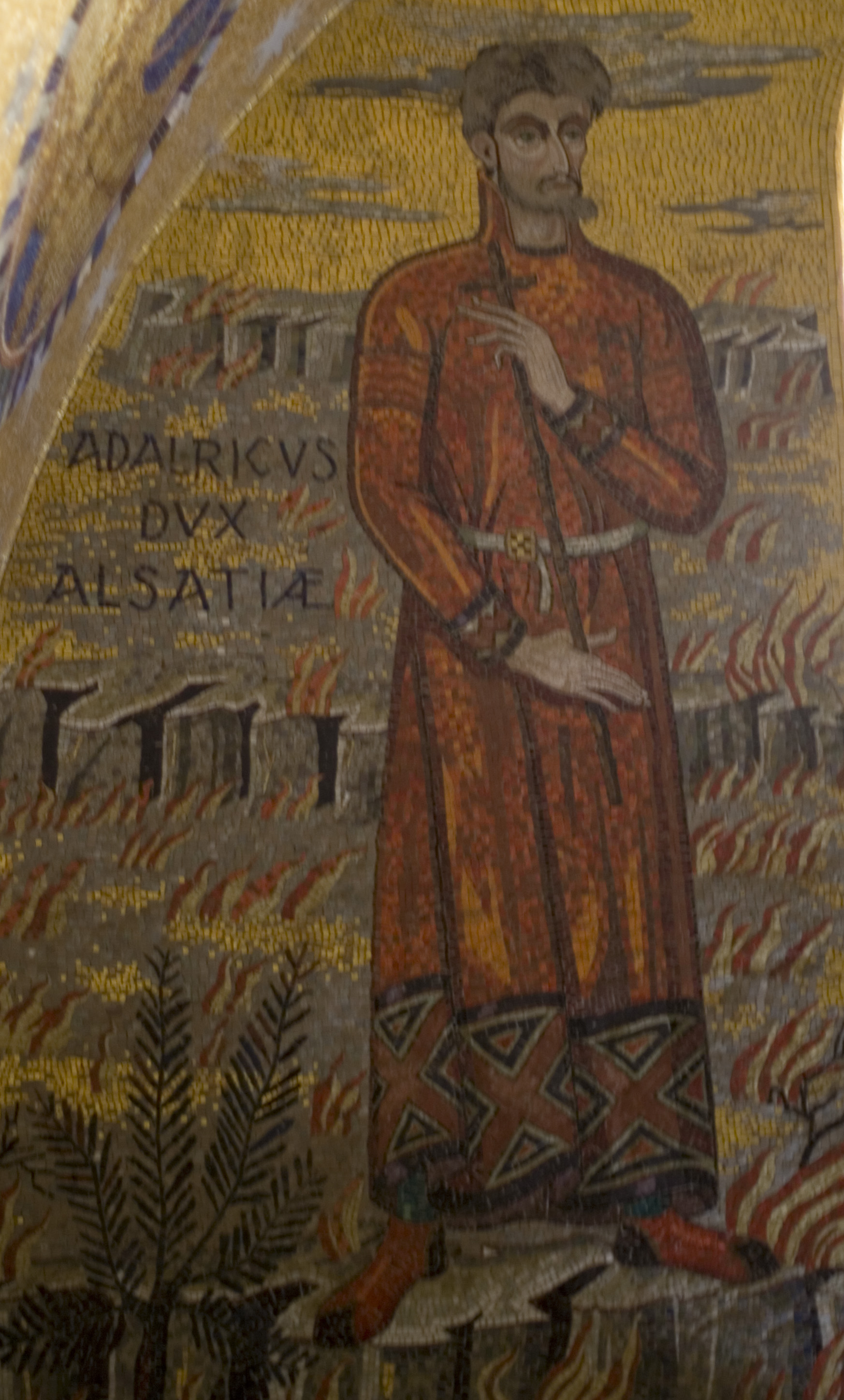
Mosaïque représentant son grand-père Etichon-Adalric d'Alsace.

Luitfrid d'Alsace est peut-être né en la résidence royale de Koenigshoffen, où il passe une bonne partie de son enfance. L’Alsace est un duché très puissant au sein de l’Austrasie en 722, quand il succède à son père. Il est très jeune.
Le territoire que tient Luitfrid d'Alsace ne semble pas avoir été amputé ou agrandi par rapport au duché de son père. Il est situé à l’est des crêtes des Vosges, de l’abbaye Saint-Arbogast de Surbourg, au sud de la Sauer (rivière), jusqu’au sud de l’abbaye de Moutier-Grandval. Selon un diplôme de l’empereur Lothaire Ier datant de 849, située dans le nord du Jura. Il inclut le Brisgau et une partie de la plaine rhénane de l’autre côté du Rhin.
Au début des années 720, Luitfrid d'Alsace fait son jeune frère Eberhard comte du Sundgau. Mais, malgré les affirmations de deux historiens, Eberhard n’a jamais été duc. Luitfrid d'Alsace est constamment dénommé duc d’Alsace dans les diplômes de 722, 725, 728, et 730, ce tandis que son frère ne les signe avec lui qu’en sa qualité de comte et domesticus regís.
Nous savons quand il devient duc, c’est après la signature d’une charte de la donation faite en 722 à l’abbaye de Honau. Dans un brevet accordé vers l’an 725 à ce monastère, Thierry IV, roi des Francs, lui donne le même titre Luitfrido duci. Ce prince lui adresse aussi en l’an 724, au viro illustri Luthfrido, le privilège de confirmation de l’abbaye de Marmoutier, en Alsace, dans lequel il le qualifie d’homme illustre. Il signe comme duc.

### Son mariage
Luitfrid d'Alsace se marie deux fois, probablement avec des alsaciennes : Hiltrudis (Hiltrude) et Theutila.

### Les monastères
Luitfrid d'Alsace, continue la politique de ses ancêtres et développe les monastères de Honau, de Wissembourg, et de l'abbaye de Mourbach. Il a installé sa cour à Strasbourg, où il patronne le monastère de Wissembourg dans sept dons entre 734 et sa mort. Il dote considérablement les couvents fondés par sa famille. En 742, le duc Luitfrid d'Alsace, fait don à cette abbaye de quatre fermes à Heconheim, Hégeney.
Luitfrid est en bons termes avec l'évêque Heddo de Strasbourg (734-après 760), un partisan de Charles Martel.

### Un partisan de Charles Martel

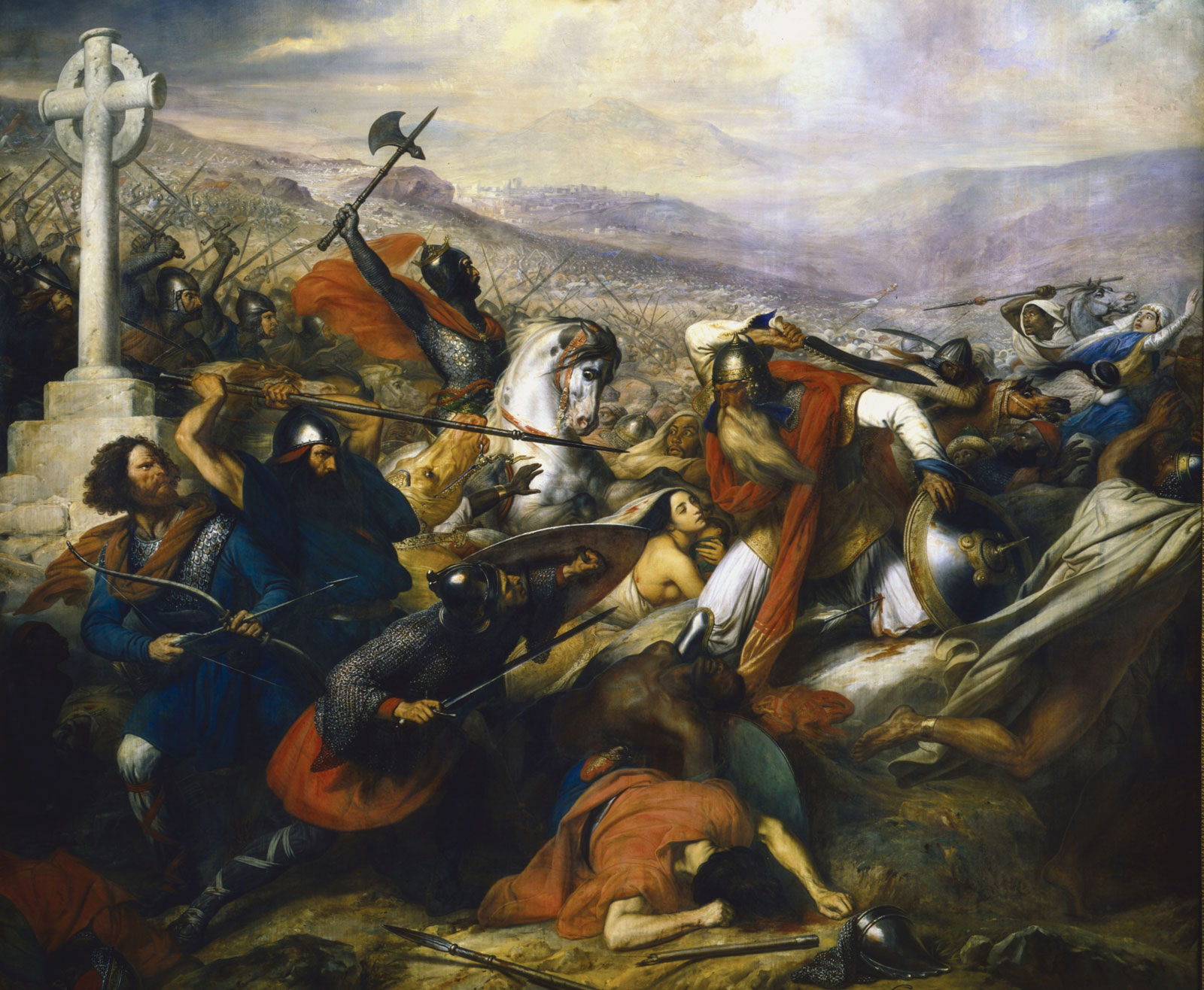
Charles Martel, le vainqueur des Sarrasins à la Bataille de Poitiers (732), doit aussi se battre de l'autre côté du Rhin, avec l’aide de Luitfrid d'Alsace.

Luitfrid a probablement été un partisan de Charles Martel, dans ses guerres dans les pays situés à l’est du Rhin (vers 719-vers 746) qu’il reconquiert ou défend contre les incursions ennemies dans le royaume des Francs et de leurs alliés. Luitfrid gouverne tranquillement l’Alsace.
Luitfrid disparaît dans les dossiers en 742, avec son fils Hildfrid, pour leur dernière charte qui est datée de la première année du règne de Carloman (fils de Charles Martel). Vraisemblablement, ils sont morts en luttant contre les Carolingiens qui veulent s’emparer du duché d’Alsace, une sorte de remerciements pour leur fidélité ! Il est possible que Luitfrid perde sa dignité ducale dès 730, ou tout au moins de son vivant.

### Le château de la Wasenburg
Nous trouvons en l'an 1842, dans la collection publique offerte à l'abbatiale de Wissembourg, deux documents qui se rapportent au château de la Wasenburg. Dans l'un d'eux, en l'an 730, le duc Luitfrid d'Alsace et sa femme Hiltrudis parlent d'une promesse faite, dans la forêt de Fasenburg, à l'abbé Ermoald de Wissembourg. Il s'agit, dans ce document, uniquement de paiement d'impôts de loyers, de neuf serfs de Gœrsdorf et Preuschdorf, lesquels ont été cédés par Adalbert, le père de Luitfrid d'Alsace, pour son salut au cloître de Saint-Pierre à Wissembourg. En tout cas, l'abbé Ermoald, vient chasser chez le duc Luitfrid.
Ce document très précieux daté de 733 à Strasbourg, est l'un des plus anciens témoignages historiques. Avant le milieu du VIIIe siècle, il existait déjà une forêt appelée Fasenburg et un château puisqu'on en parle dans la propriété des ducs d'Alsace.

### La vallée de Sainte-Croix-aux-Mines

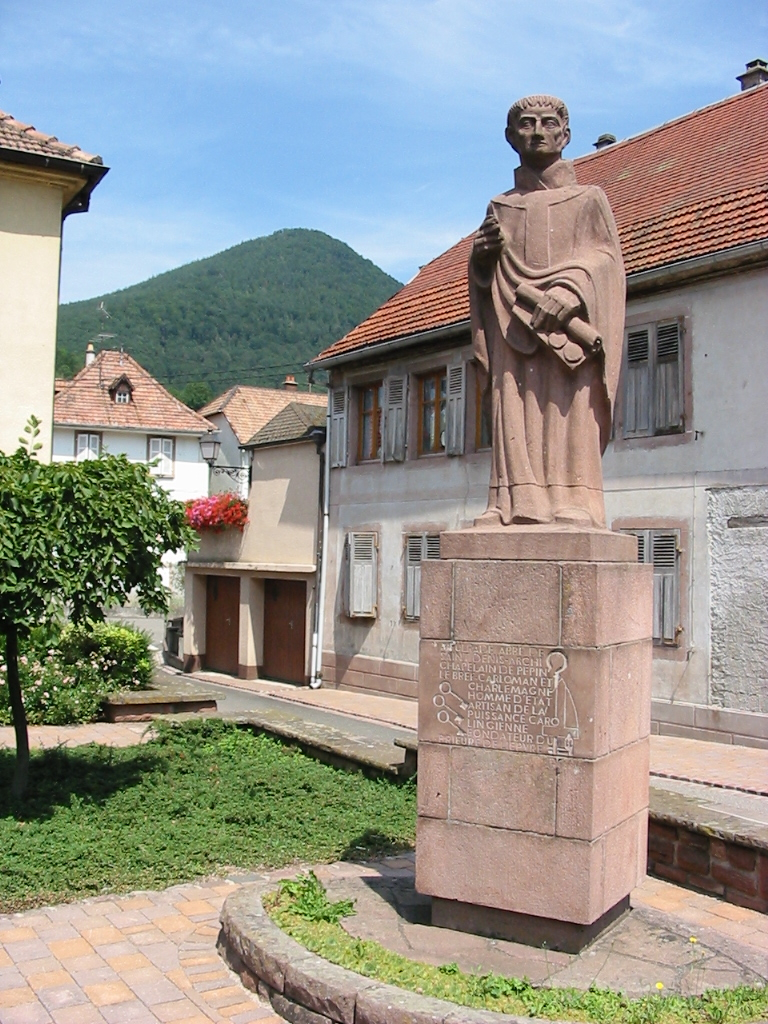
Une statue de Fulrad à Lièpvre.

Luitfrid d'Alsace, duc d'Alsace, comme dans toute l’Alsace possède des terres dans la vallée de Sainte-Croix-aux-Mines, au Petit Rombach, qui passent ensuite à son fils Luitfrid II. Mais à la mort de Luitfrid d'Alsace, Pépin le Bref disgracie les membres des Étichonides et divise l’Alsace en deux comtés, le Nordgau et le Sundgau.
Riculfe, comte d'Alsace, personnage aux origines franques assez important, père de l'abbé Fulrad de Saint-Denis reçoit en Alsace d'immenses terres confisquées aux Étichonides du côté de Kintzheim. En 750, Fulrad entreprend la construction d'une route reliant la Lorraine à l'Alsace qui passe par le Petit Rombach, sur les terres appartenant au comte Luitfrid d'Alsace avec l'approbation de Pépin le Bref. Ces terres appartenant aux Étichonides resteront dans leur domaine.

## Descendance
Luitfrid d'Alsace épouse: Hiltrudis (Hildewinde)  née en 705. Ils ont deux enfants :
- Rhutard de Nordgau, comte du pagus septentrionalis qui comprend la plus grande partie de la Basse-Alsace jusqu'à la Lauter et de l’Ortenau, sur la rive droite du Rhin. Il épouse Hirmensinde. Il est appelé duc comme fils de duc, selon la courtoisie ordinaire de ces temps. Il fonde et dote plusieurs abbayes surtout celles de Gengenbach et Schwarzach (Bade-Wurtemberg) et meurt le 28 janvier 765, sans enfants, ce qui l’engage à léguer la marche d’Ettenheim (Bade-Wurtemberg) à l’évêché de Strasbourg. Il est enterré à Gengenbach, avec Hirmesinde, son épouse[8] ;

- Luitfrid II de Sundgau (vers 745-800), comte de Sundgau.

### Sources
- Guy Perny, Adalric, duc d'Alsace, ascendants et descendants, J.Do Bentzinger, 2004.
- Lucien Sittler L'Alsace Terre d'Histoire Éditions Alsatia 1988 réédition 1994  (ISBN 978-2703200826).